# Brignac-la-Plaine
Brignac-la-Plaine là một xã thuộc tỉnh Corrèze trong vùng Nouvelle-Aquitaine miền trung Pháp.